# Station Przysucha
Station Przysucha is een spoorwegstation in de Poolse plaats Skrzyńsko.